# Difusionismus
Difusionismus je proud v kulturní antropologii, geografii kultury, etnografii a archeologii. Zabývá se mezikulturním šířením kulturních prvků, jako myšlenek, náboženství, technologií, či zvyků mezi jednotlivými kulturami. Jeho stěžejní myšlenkou je důraz na difuzi kultury a migraci u konkrétních příkladů kultur, oproti předchozímu evolucionismu, zaměřenému na celé lidstvo. Oproti němu také upřednostňuje prostor oproti času jako hlavní katalyzátor změny. Typickými příklady difuze jsou šíření válečných vozů a zpracování železa ve starověku a používání automobilů a obleků v 20. století.

## Historie
Difusionismus vznikl na přelomu 19. a 20. století. Za jeho zakladatele bývá považován německý antropogeograf F. Ratzel a jeho žák L. Frobenius, přičemž druhý jmenovaný tento směr poprvé popsal ve své knize Der westafrikanische Kulturkreis (Západoafrické kulturní oblasti), ve které srovnával různé prvky kultur, které se navzájem ovlivňovaly. Difusionismus se od počátku stavěl do opozice vůči do té doby převládajícímu směru, evolucionismu. Období, ve kterém došlo k největšímu rozkvětu difusionismu, bylo od začátku století do 30. let 20. století.

## Dělení
Difusionismus bývá obecně dělen do tří směrů:

### Hyperdifusionismus
Představitelé této školy (nazývané také jako škola britská, heliocentrická, či heliolitická) tvrdí, že jediné světové ohnisko mělo za následek celosvětovou difuzi kultury. Podle nich je tímto ohniskem starověký Egypt, odkud se poté kultura rozšířila po celém světě. Mezi zásadní osobnosti tohoto směru se řadí Grafton Elliot Smith (1871-1937) a jeho blízký spolupracovník William James Perry (1887- 1949). Grafton E. Smith obhajoval myšlenku, že všechny megalitické stavby (v západní Evropě, Indii, Japonsku, Mezoamerice) mají souvislost se starověkým Egyptem. Podle něj se měla tato kulturní difuze rozšířit z Egypta do oblasti Sýrie, Kréty, východní Afriky, jižní Arábie nebo oblasti Sumeru. Z těchto oblastí měla probíhat později další (druhotná) difuze. Smith tvrdí, že i neolitická kultura v evropském prostoru má své kořeny ve Starověkém Egyptě.  Výjimečné kulturní postavení Egypta v celosvětovém měřítku Smith připisuje jeho velmi příznivé poloze.
Díky hyperdifusionistickému přístupu G. E. Smitha nebo W. J. Perryho lze lépe pochopit antropologické myšlenky z přelomu 19. a 20. století. Už u nich se totiž objevuje myšlenka degenerativní teorie lidské kultury, kterou se poté zabývají i další difusionisté. Smith tvrdí, že špatnému chování jsme se naučili. Je to důsledek civilizace, kdežto původním normálním stavem je chování slušné. V období kolonialismu koloniální mocnosti myšlenku obecného difusionismu vítaly. Odůvodňovaly si tak totiž své počínání v koloniích pod záminkou, že nerozvinutým kulturám pouze dováží kulturu rozvinutou.

### Německá škola
Zakladatelem německého difusionismu je Graebner, společně s ostatními představiteli jako B. Ankermannem, W. Schmidtem a W. Koppersem navazuje na F. Ratzela a L. Frobenia. Německý difusionismus se vyvíjel především v Německu a Rakousku. Pronikl ale i do Belgie (G. van Bulck), Francie (P. de la Boullaye) a Švýcarska (G. Montandon). Podle Graebnerovy teorie lidé zpočátku žili v malých skupinkách, pravděpodobně v Asii. Ty vytvořily řadu specifických kulturních okruhů, tzv. Kulturkreise. Další kulturní vývoj proběhl až během následujících staletí, kdy se kultury setkávají během migrace. Dochází tak k difuzi. Například během stěhování národů se rozšířily kulturní prvky po celém světě. Navršením jich vznikají kulturní vrstvy. Proto by se měli dle německé školy antropologové zabývat původní kulturními vrstvami a jejich rozvojem.
Představitelé často pracují s tzv. “kritériem formy” a “kritériem množství”. Kritérium formy pracuje s podobností mezi zkoumanými kulturami, zatímco kritérium množství s počtem těchto podobností. Podle Graebnera se takto dá identifikovat “ohniska invence, dráhy migrace a difúze”. To nám dává možnost zrekonstruovat dějiny kultury.

### Americký difusionismus
Prvním průkopníkem tohoto směru byl ve 20. letech 20. století Franz Boas. Ten kulturu bere jako komplex kulturních znaků. Klade také důraz na historii jednotlivých kulturních prvků. Neuznává postupný vývoj společnosti od nejjednodušších po nejsložitější, snaží se spíše rozebrat společný původ. Zakládá v americké antropologii dodnes charakteristický interdisciplinární přístup, zahrnující data jak z archeologie, etnografie, tak i jazykovědy a fyzické antropologie. Je proti spekulacím, staví hlavně na práci v terénu a porozumění tradicím a kulturám. Podle něj je povinností antropologů zachování vytrácejících se kulturních tradic. Jeho metoda stojí na nezaujatém sběru fakt, podle kterých by pak měl antropolog vyvodit závěry, nikoli předtím. Neměl by posuzovat náboženství, morálku a další aspekty podle těch zažitých v jeho vlastní kultuře a měl by důkladně prozkoumat environmentální, psychologické a historické aspekty.
Během první světové války spor mezi Boasovou školou a jeho oponenty vygradoval, hlavně kvůli jeho neutrálním až proněmeckým postojům. Po druhé světové válce byl jeho přínos zpochybňován hlavně pod tlakem neoevolucionismu.